# Мега (сеть торговых центров)
«Мега» (также стилизуется как МЕГА, MEGA) — российская сеть торговых центров, до 15 сентября 2023 года принадлежавших компании Ingka Group (ранее IKEA Centres), подразделению ИКЕА в России. В 11 регионах России открыты 14 торговых центров этой сети. В 2006—2018 финансовом годах (с 1 января 2006 по 31 декабря 2018 года) торговые центры «Мега» в России посетили 275 млн человек.
16 сентября 2023 года сеть ТРЦ «Мега» была выкуплена Газпромбанком.

## История
- 2002 — открытие первого торгового центра «Мега Тёплый Стан» в Москве[4];
- 2004 — открытие торгового центра «Мега Химки» (Москва); в его состав вошёл первый в России магазин ИКЕА, открытый ещё в 2000 году[5];
- 2005 — открытие центра Мега в Казани[6];
- 2006 — открытие торговых центров Мега в Екатеринбурге[7], Кстовском районе Нижегородской области («Мега Нижний Новгород»)[8] и Всеволожском районе Ленинградской области («Мега Дыбенко» и «Мега Парнас»)[9];
- 2006 — открытие первой очереди торгового центра «Мега Белая Дача» в Котельниках (Московская область)[10];
- 2007 — открытие Меги в Новосибирске[11];
- 2007 — открытие Меги в Ростове-на-Дону[12];
- 2007 — открытие второй очереди «Мега Белая Дача»[13];
- 2008 — открытие МЕГИ в Республике Адыгея[14];
- 2009 — открытие торгового центра Мега в Омске[15];
- 2011 — открытие торговых центров Мега в Уфе[16] и Самаре[17];
- 2014 — объявлены планы по инвестициям в России, общий объём инвестиций может составить более 100 миллиардов рублей. Инвестиции пойдут на коммерческое обновление торговых центров и строительство новых[18];
- 2019 — объявлено о строительстве первого ТЦ в Москве в пределах МКАД. Осуществить проект IKEA планировала на территории бывшего завода «Серп и Молот»[19];
- 2023 — запланировано открытие ТЦ «Мега» в Челябинске[20].
- 29 марта 2029 года — запланировано открытие ТЦ «Мега» в Мытищах.

В сентябре 2021 года инвесторы планировали возвести третий торговый центр «Мега Новоселье» в Ленинградской области, который должен был открыться 16 сентября 2023 года.
9 декабря 2022 года в ТЦ «Мега Химки» произошёл крупный пожар. В результате инцидента практически полностью выгорел магазин «ОБИ», ставший эпицентром возгорания, однако остальная часть здания не пострадала.
16 сентября 2023 года группа Газпромбанка выкупила у шведской Ingka Group все 14 торгово-развлекательных центра «Мега» в России общей площадью 2,3 млн м². Это стало крупнейшим соглашением по покупке торговой недвижимости 14 марта 2024 года. Сумма сделки на момент её совершения не была раскрыта.

## Список торговых центров
| Название             | Расположение                                                                         | Торговая площадь, м² | Общая площадь, м² | Арендаторы | Магазины            | Дата открытия                                  |
| -------------------- | ------------------------------------------------------------------------------------ | -------------------- | ----------------- | ---------- | ------------------- | ---------------------------------------------- |
| Мега Мытищи          | Московская область, Мытищи                                                           | 850 900              | 100 150           | 10-15      | планировалось 85-90 | 29 марта 2029                                  |
| Мега Тёплый Стан     | Москва, поселение Сосенское, Калужское шоссе, 21-й км (41-й км МКАД)                 | 149 591              | 189 076           |            | 172                 | 11 декабря 2002                                |
| Мега Химки           | Московская область, Химки, микрорайон ИКЕА, корпус 2                                 | 174 688              | 210 618           | 220+       | 211                 | 15 декабря 2004                                |
| Мега Белая Дача      | Московская область, Котельники, 1-й Покровский пр-д, д. 5 (14-й км МКАД)             | 222 000              | 300 000           | 330+       | 273                 | 1 января 2006                                  |
| Мега Дыбенко         | Ленинградская область, Всеволожский район, Мурманское шоссе, 12-й километр, д. 1     | 141 430              | 181 930           | 214        | 207                 | 15 ноября 2006                                 |
| Мега Омск            | Омск, бул. Архитекторов, д. 35                                                       | 130 000              | 154 000           | 150+       | 171                 | 14 июля 2009                                   |
| Мега Уфа             | Уфа, ул. Рубежная, д. 174                                                            | 114 700              | 141 800           | 190+       | 148                 | 1 ноября 2011                                  |
| Мега Ростов-на-Дону  | Ростовская область, Аксай, Аксайский проспект, д. 23                                 | 103 000              | 130 000           | 201        | 183                 | 22 ноября 2007 (согласно письму шведской IKEA) |
| Мега Самара          | Самара, 24-й км Московского шоссе, д. 5                                              | 108 400              | 133 400           | 225+       | 225                 | 10 декабря 2011                                |
| Мега Парнас          | Ленинградская область, Всеволожский район, КАД, 117-й км, стр. 1                     | 102 195              | 127 149           | 185        | 159                 | 11 декабря 2006                                |
| Мега Адыгея-Кубань   | Республика Адыгея, Тахтамукайский район, аул Новая Адыгея, Тургеневское шоссе, д. 27 | 101 800              | 124 700           | 185        | 159                 | 30 мая 2008                                    |
| Мега Казань          | Казань, проспект Победы, д. 141                                                      | 98 000               | 120 000           | 156        | 134                 | 30 ноября 2005                                 |
| Мега Екатеринбург    | Екатеринбург, ул. Металлургов, д. 87                                                 | 84 000               | 127 000           |            | 138                 | 11 декабря 2006                                |
| Мега Новосибирск     | Новосибирск, ул. Ватутина, д. 107                                                    | 43 563               | 103 441           | 190        | 146                 | 19 ноября 2007                                 |
| Мега Нижний Новгород | Нижегородская область, Кстовский район, с. Федяково, ул. Любимая, стр. 1             | 39 804               | 100 251           |            | 137                 | 26 октября 2006                                |

## Магазины
До начала военных действий России на Украине и последующих санкций якорными арендаторами во всех торговых центрах «Мега» являлись магазины «IKEA». Также в числе ключевых арендаторов — магазины «Auchan», «OBI» и «Leroy Merlin».
Кроме того, «Мега» сотрудничала с международными брендами H&M, Mango, Uniqlo, Zara, Karen Millen, The Body Shop, Marks & Spencer, Victoria’s Secret, Starbucks и другие. Также до 31 августа 2018 года в некоторых «Мегах» присутствовала немецкая сеть по торговле электроникой «MediaMarkt». Среди российских брендов в «Меге» представлены «Спортмастер», «Л'Этуаль», «Глория Джинс», ТВОЕ, Carlo Pazolini и т. д.
9 августа 2014 года 90 брендов приняли решение развивать свой бизнес вместе с торговыми центрами «Мега», среди них новые для России бренды — DeFacto, Pimkie, Wrangler и Popbar. Также 14 июня 2015 года расширили своё присутствие в торговых центрах «Мега» такие российские и международные бренды, как Л’Этуаль, ТВОЕ, Carlo Pazolini, Mango, Colin’s, Finn Flare, Adidas, KFC, McDonalds. Обновлённые концепции магазинов представили «Детский мир», «Эконика», Calvin Klein Jeans, Triumph, Karen Millen и другие бренды.
В некоторых «МЕГАх» есть парк, который называется «Мега-парк».

## Финансовые результаты
Количество посетителей торговых центров Мега в 2015 финансовом году составило 275 млн. В среднем посещаемость торговых центров Мега в Москве составляет 35 млн человек в год.
Совокупные продажи арендаторов в 2006—2018 финансового годов составили 362 млрд рублей. Доля свободных площадей по итогам 2006—2018 финансового годов (по средним показателям всех торговых центров сети) составляет 1,68 %.